# Dionigi Naldi
Dionigi Naldi (Brisighella, 1465 – Venezia, 1510) è stato un condottiero italiano; militò con la sua compagnia di ventura al servizio della Repubblica di Venezia.

## Il casato Naldi
I Naldi erano un'antica famiglia originaria dell'Ungheria, probabilmente della regione dei Balaschi (o Balassi), da cui presero il nome. Si trasferirono in Italia nel 996 a seguito dell'imperatore Ottone III di Sassonia, che investì Babone, col nipote Chino, del castello fortificato di Vezzano (o Vecciano), nella valle del Senio, lungo la strada che collega la Romagna alla Repubblica di Firenze.
Per tale motivo, lo stemma della casata riporta il tricolore ungherese e una mano ferrata che tiene in pugno degli arbusti ("vecce").
La famiglia prese il nome di Naldi già attorno all'anno 1000, da Naldo, un eroe tedesco.
In seguito (1180) il castello di Vezzano venne distrutto e la famiglia si trasferì altrove. La famiglia ricostruì poi il castello di Vezzano (1300). Il castello della famiglia Naldi era situato a monte di Tebano (borgo a 4 km da Castel Bolognese).

## Biografia
Dionigi era figlio di Giovanni Naldi e di Violante di Lozzano. Sposò Dianora Valgimigli, che gli diede due figlie.
Nel 1492 Dionigi fondò, assieme al cugino Vincenzo (1466-1525) e al fratello Carlino († 1515), i "Brisighelli", una compagnia di ventura. La formazione militare operò tra il 1492 e il 1496 al servizio di Ferdinando I di Napoli d'Aragona contro Carlo VIII di Francia, poi di Caterina Sforza, signora di Imola e Forlì.
Dionigi era il capitano della rocca di Imola al momento dell'attacco di un esercito guelfo guidato da Cesare Borgia (novembre-dicembre 1499). Con la caduta della rocca, Dionigi passò al servizio del Borgia.
Dopo la morte di papa Alessandro VI, nel 1503 e il calo della fortuna di Cesare, Dionigi si mise al soldo della Repubblica di Venezia, inducendola a una politica di conquista della Romagna: risalendo così da Ravenna, per la valle del Lamone a Faenza, poi, a Brisighella, ove i veneziani entrarono nel novembre del 1503.
Nel 1506 acquistò dalla Serenissima la Torre di Calamello (presso Brisighella), e l'annesso titolo di signore.
Nel 1508 Venezia scese in guerra contro l'imperatore Massimiliano I d'Asburgo. Dionigi partecipò alla battaglia detta "di Rio Secco", nella quale i veneziani trionfarono.
Nel 1509 combatté contro le truppe dalla Lega di Cambrai, in particolare nelle battaglie di Treviglio e Agnadello, distinguendosi sempre per valore e capacità. Il 17 maggio del 1509 fu nominato capitano delle fanterie venete.
Morì nel 1510, a Venezia, a 46 anni d'età. Fu sepolto nella basilica dei Santi Giovanni e Paolo con un monumento a lui dedicato a opera di Lorenzo Bregno, onori inusuali per un non veneziano. Nell'agosto del 1512 il consiglio dei Dieci confermò alla moglie ed alle figlie le agevolazioni concesse in precedenza a Dionigi, consistenti in una casa a Padova e una rendita annua di 2000 ducati.
Fu uno dei più intrepidi capitani del suo tempo (anche se perfido e ingrato verso gli amici), ed è considerato a tutt'oggi, con il cugino Vincenzo, tra i più capaci riformatori della fanteria veneziana, alla quale diede un grande sviluppo di azione rispetto alla cavalleria.
Dionigi dotò le truppe di Brisighella di una propria divisa, costituita da una casacca metà bianca e metà rossa, in un'epoca in cui gli eserciti non erano ancora dotati di una vera e propria uniforme.